# 河野直也
河野 直也（こうの なおや、1987年9月6日 - ）は、最高位戦日本プロ麻雀協会に所属する競技麻雀のプロ雀士。

## 来歴
東京都日野市出身。高校卒業後、小さい頃に父親から教わった麻雀にハマって麻雀店でバイトをしながら生活を送り、その頃に一番近くで麻雀をしていた坂井秀隆に憧れて2009年に最高位戦日本プロ麻雀協会に入会。
2010年から醍醐大の主催するリーグ戦形式の研究会『VS研』に参加、初年度で優勝を果たしたことをきっかけに人脈を広げる。醍醐とは2019年にスリーピース株式会社 (PPP's inc.) の主催するHQ麻雀の講師を共に務めるなどの関係が続いている。
元々目立ちたがり屋だったこともあり、自団体のリーグ戦やタイトル戦の実況・解説、イベントの司会を務めるなど、雀士として以外の活動も幅広く、2017年には日向藍子がMCを務めるYouTubeチャンネル『麻雀ウォッチ・ひなたんの麻雀するしない？』に参加。2022年には前年までMリーグ公式解説を務めた渋川難波の後任としてあたる形でMリーグの解説にも出演している。

## 人物
- キャッチフレーズは「麻雀グラップラー」。麻雀最強戦出場時に「麻雀関係のことであればなんでもできます」と自己アピールしたのを聞いた実行委員会の黒木真生（日本プロ麻雀連盟広報）に名付けられた[2]。
- 妻はプロ雀士（元日本プロ麻雀協会所属、後に最高位戦に移籍）の華村実代子[2]。プロ雀士になる前に父が肝硬変の悪化で亡くなり、母が若年性認知症に罹患するなど身内で不幸が相次いだが、河野を精神的に支えたのが妻の存在だったという[1]。

## 獲得タイトル
- 2012年μカップin湘南 第2位